# 主よ、みことばもて我らを守りたまえ

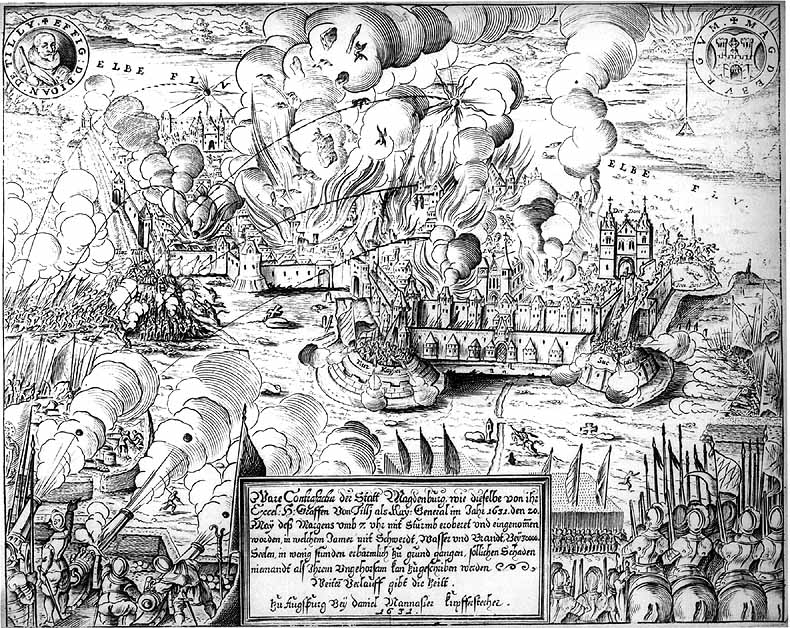
ローマ・カトリック軍はマクデブルク劫掠を行った。教皇の軍は3万人の住民のうち25000人を虐殺し、5000人の女性に性的暴行を加えた。

主よ、みことばもて我らを守りたまえ（しゅよ、みことばもてわれらをまもりたまえ、独：Erhalt uns, Herr, bei deinem Wort）は、ヨハン・ゼバスティアン・バッハの教会カンタータBWV126番。

## 構成
聖句はルカ8:4-15のイエス・キリストのたとえ話「種が蒔かれた地面のたとえ」。種とは神のことばである。1節,3節の歌詞は宗教改革者マルティン・ルターの祈り。讃美歌第二編105番「主よ、みことばもて」。教会暦復活祭前第8主日。初演1725年。

### 1.コラール合唱
主なる神に祈ります。みことばによって、ローマの教皇とイスラムのトルコ人による殺戮から、クリスチャンを守ってくださるように。彼らは御子イエス・キリストを御座から引き摺り下ろそうとしています。 

### 2.アリア（テノール）
天からの力を求めます。主、強き神。敵を退けてください。

### 3. コラールとレチタティーヴォ（アルト、テノール）
神なる聖霊よ。あなたの民を一つにし、最後の苦しみの時、かたわらにおられ、死からいのちへと導いてください。

### 4. アリア（バス）
彼らの望みが途絶えますように。

### 5. レチタティーヴォ（テノール）
みことばの真理が明らかにされ、神は教会を守られる。聖なる神のみことばにより、祝福を与えられる。

### 6. コラール
平安を与えてください。主なる神よ。私たちのために戦かわれる方。アーメン。